# Colpospira smithiana
Colpospira smithiana is een slakkensoort uit de familie van de Turritellidae. De wetenschappelijke naam van de soort is voor het eerst geldig gepubliceerd in 1900 door Donald.